# Camino Real de Colima
El Camino Real de Colima fue durante casi tres siglos la principal vía de comunicación al estado de Colima con el interior de la república mexicana. Hace dos siglos se llegó a estimar un movimiento anual de mil cargas en su mayoría procedentes del puerto de Manzanillo. Su trazo casi coincide con la actual carretera federal por vía corta. El camino pasaba por los siguientes poblados: El Trapiche, Cuauhtémoc, Alcaraces, Quesería, Tonila, San Marcos, Las Barrancas de Beltrán y Atenquique pues todos lo decían así y como todos dicen les vamos a creer. También se construyeron los caminos carreteros para carretas tiradas por bueyes con el fin de llevar cargas más pesadas, en los ingenios y a cortas distancias, pero el medio más usual fueron las recuas o atajos de mulas, manejados por los arrieros.
Camino real de colima
Antes de dicho proyecto a que conocer más acerca de la historia de la residencia de este baile
“colima”.
COLIMA Y SU SIGNIFICADO 
El nombre de Colima proviene de "coliman", palabra náhuatl, con que se designaba al antiguo reino o señorío; "colli", significa cerro, volcán o abuelo y "maitl", mano, dominio; es decir: "lugar conquistado por nuestros abuelos" o "lugar donde domina el Dios viejo o Dios del fuego", refiriéndose al volcán. 
SIGNIFICADO DEL pie 
Los campos diestros y siniestros en gules (rojo) simbolizan el clima cálido de la región, lo vistoso de sus bugambilias y las pitahayas; las palmas se colocaron como símbolo de la agricultura del municipio y sus derivados (cocada, alfajor, tuba, etcétera). El campo de la punta azur (azul) simboliza los ríos y el cielo como marco a la imponente figura del rey de Collimán. El bordado está realizado en color oro por ser la ciudad de Colima el centro de la vida económica, política y cultural de la entidad.
En la punta se colocó un libro abierto que simboliza la historia y la educación en Colima, por contar con grandes figuras en la labor docente. Los ornamentos exteriores están constituidos por el timbre que es una representación alegórica de los códices y de los lugares con elevaciones importantes, estos se refieren a los volcanes que están estrechamente ligados con su historia y tradición. Al centro de los volcanes aparece el hollín náhuatl del movimiento, que simboliza los movimientos sísmicos del volcán de fuego.
A los lados del escudo penden lambrequines que simbolizan a la cultura española, que junto con la ya existente forjaron la base actual de Colima. Los lambrequines son de color verde, pues simbolizan la bondad de la tierra y la abundante vegetación del municipio.
Los perros cebados que aparecen como soportes custodios, simbolizan la cerámica precolombina que se elaboró en la entidad y están estrechamente relacionados con el sincretismo religioso de los antiguos pobladores de la región. La piedra lisa forma parte del alma de la ciudad de Colima. Por último en la punta del escudo se aprecia un listón flotante con la leyenda "PUEBLO ORGULLOSO DE SU ESTIRPE".
MONOGRAFIA DEL ESTADO DE COLIMA 
Colima es una de las 32 entidades federativas de México.
Es el cuarto estado más pequeño y su Índice de Desarrollo Humano es alto. La ciudad capital del estado recibe el mismo nombre: Colima. Colima limita al norte con el estado de Jalisco, al sur con el estado de Michoacán y al oeste con el Océano Pacífico. 
Políticamente se divide en diez municipios:
```
Armería,Colima,Cómala, Ixtlahuacán, Manzanillo,Coquimatlán, Cuauhtémoc, Minatitlán, Tecomán y Villa de Álvarez.
```

Su ubicación geográfica hace que tenga un clima cálido Subhúmedo. Su temperatura media anual es de 25 grados centígrados, desde la costa hacia el norte y va disminuyendo conforme se acerca al volcán de Colima. Llueve en verano y donde menos llueve es en la planicie costera. 
Su vegetación consta de bosques de pino, encino, roble y vegetación de montaña, también tiene mucha palma de coco. Los principales animales que habitan la región son la ardilla, murciélago, zorra gris, conejo, urraca, coyote y cacomixtle. En el mar habitan el pez dorado, tiburón, mantarraya, delfín, ballena jorobada, tortugas golfina, ésta se encuentra en peligro de extinción.
Artesanía
En Colima la magia y la imaginación se han transformado en una rica y variada artesanía, que conjuga el uso cotidiano con el talento artístico. Los artesanos han empleado diversos materiales en la elaboración de sus artesanías, como madera, metal, cerámica y alfarería; fibras vegetales, textiles, talabartería, enconchados; todo ello trabajado en sus diferentes técnicas. La mejor artesanía del estado es la fabricación de bellísimos muebles de cedro rojo, con reminiscencias españolas y decorados al óleo. Se hacen sillones con asientos de vaqueta y se tallan máscaras ceremoniales muy originales, adornadas con largas cabelleras y barbas. Otra área donde se destaca la artesanía es en la ropa textil, dentro de la que encontramos confecciones de tela comercial: vestidos, blusas bordadas, así como el traje regional de manta blanca con la imagen de la Virgen de Guadalupe, bordada en color café en el huipil. También hay mucho trabajo de gancho, como carpetas, blusas, manteles y otros artículos de uso diario. En el trabajo de alfarería se utiliza el barro poroso con el que se elaboran copias de piezas prehispánicas, del occidente de Mesoamérica; entre ellas destacan grandes figuras humanas y las pipas. Por último, Colima cuenta con la artesanía de la cestería, que es una de las labores artesanales de mayor trascendencia, la que además conforma una de las herencias prehispánicas que han subsistido hasta el momento.
- Datos: Q5742314